# Сторожі Великі
Сторожі Великі (пол. Stróże Wielkie) — лемківське село в Підкарпатському воєводстві Республіка Польща, Сяноцького повіту, гміна Сянік.

## Розташування
Знаходиться за 3 км на південний-захід від Сяніка і за 59 км на південь від Ряшева, за 5 км від Сяну.

## Історія
Перша письмова згадка відноситься до 1443 року. Село закріпачене за волоським правом. Церква існувала в 1559 р.
У 1661 р. збудована дерев'яна церква св. Пророка Іллі.
У 1890 році село нараховувало 59 будинків і 365 мешканців (353 греко-католики, 9 римо-католиків і 3 юдеї).
У 1939 р. в селі було переважно лемківське населення: з 550 жителів села — 545 українців і 5 поляків.
До 1947 р. в селі була парохіяльна греко-католицька церква, яка належала до Сяніцького деканату. Метричні книги велися з 1784 р.
Після депортацій українського населення 1944—1946 років переважну більшість мешканців села сьогодні становлять поляки. У 1947 році зруйнована церква св. Пророка Іллі.

## Народились
- о. Михайло Вальницький (*20 грудня 1859 — †8 квітня 1923, Станіслав) — доктор богословія, ректор Станиславівської духовної семінарії (1918—1923 рр.).[3]